# 조지 그렌빌
조지 그렌빌(George Grenville, 1712년 10월 14일 ~ 1770년 11월 13일)은 영국 휘그당의 정치가로 총리(재임 : 1763년 4월 16일 ~ 1765년 7월 13일)를 역임했다. 재직 중에 총리가 작위를 받지 않은 것은 월폴 이후부터이다. 그렌빌 정권 기간 동안 일어난 주요 사건은 인지세법 반대 운동 및 윌크스 사건이다. 큰 윌리엄 피트는 여동생 헤스터의 남편, 작은 윌리엄 피트는 조카에 해당한다.

## 생애
하원 의원의 가문의 둘째 아들로 태어나 이튼 컬리지에서 옥스퍼드 크라이스트처치 대학에 가서 법학원을 졸업했고, 1741년에 버킹엄에서 하원에 당선을 했다. 의회 내에서는 반 월폴파인 뉴캐슬 공작과 형부의 윌리엄 피트 형제들과 친분을 갖고, 해군재무 담당관(1757년), 하원의장 (1761년), 북부 담당 국무대신(1762년), 해군장관(1763년) 등 출세의 단계를 밟아 나갔다.
1763년 4월 8일에 총리에 취임했지만 국왕 조지 3세에 대한 제3대 뷰트 백작 존 스튜어트의 영향력은 여전히 강하여 강한 리더십을 발휘하지 못했다. 취임 직후에 일어난 윌크스 사건에 강경한 태도로 임했던 것이 결과적으로 왕실과 정부의 위신을 손상하게 되었다. 그렌빌 정권은 또한 7년 전쟁 종전 후의 재정 확보를 목적으로 《인지세법》 등의 법을 통과시키고, 13개 식민지에 대한 과세를 단행했다. 이것은 그렌빌이 독단적으로 추진한 것은 아니었으며, 오히려 하원의 합의에 의거한 것이지만, 식민지의 인지세법에 대한 거센 반발은 당시 예상하지 못했다. 그러나 이를 계기로 본국과 식민지의 사이는 벌어졌고, 곧 미국 독립 전쟁(1775년-1783년)으로 이어지게 되었다. 이렇게 내우외환 뿐만 아니라 섭정법의 제정 문제를 두고 조지 3세와의 관계도 악화되었으며 결국 1765년 7월 파면됐다.
1749년에 준남작 윌리엄 윈담의 딸 엘리자베스와 결혼했다. 후에 막내아들 윌리엄 윈담은 총리가 된다.